# Disneyland Resort Line (MTR)

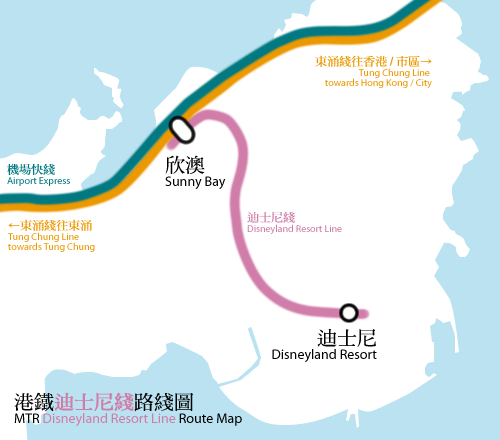
Traject Disneyland Resort line

De Disneyland Resort Line is een van de elf metrolijnen van de Metro van Hongkong. De lijn is 3,5 kilometer lang en loopt van metrostation Sunny Bay naar Disneyland Resort.
Deze metrolijn gaat naar Disneyland Hongkong en is 's werelds tweede metro/treinverbinding naar een Disneyland ter wereld. Toen in oktober 1999 besloten werd om een Disneyland in Hongkong aan te leggen werd al gesproken over een metroverbinding. Nadat daarmee ingestemd werd begon in juli 2002 de bouw van een "sprookjesachtige metrolijn" zonder machinist. Deze route heeft maar één spoor dus kan er ook maar één trein rijden. Na de opening van Station Sunny Bay op 1 juni 2005 werd het Station Disneyland Hongkong op 1 augustus 2005 in gebruik genomen en rijden de kleurrijke en van binnen versierde treinen.

## Stationsontwerpen
Het ontwerp van station Sunny Bay heeft een futuristisch en toekomstgericht ontwerp. Het station heeft daardoor een modern en transparant karakter.
Het ontwerp van station Disneyland Resort heeft een Victoriaans ontwerp. Het station kenmerkt zich door een klassieke uitstraling.

## Impressies Station Sunny Bay

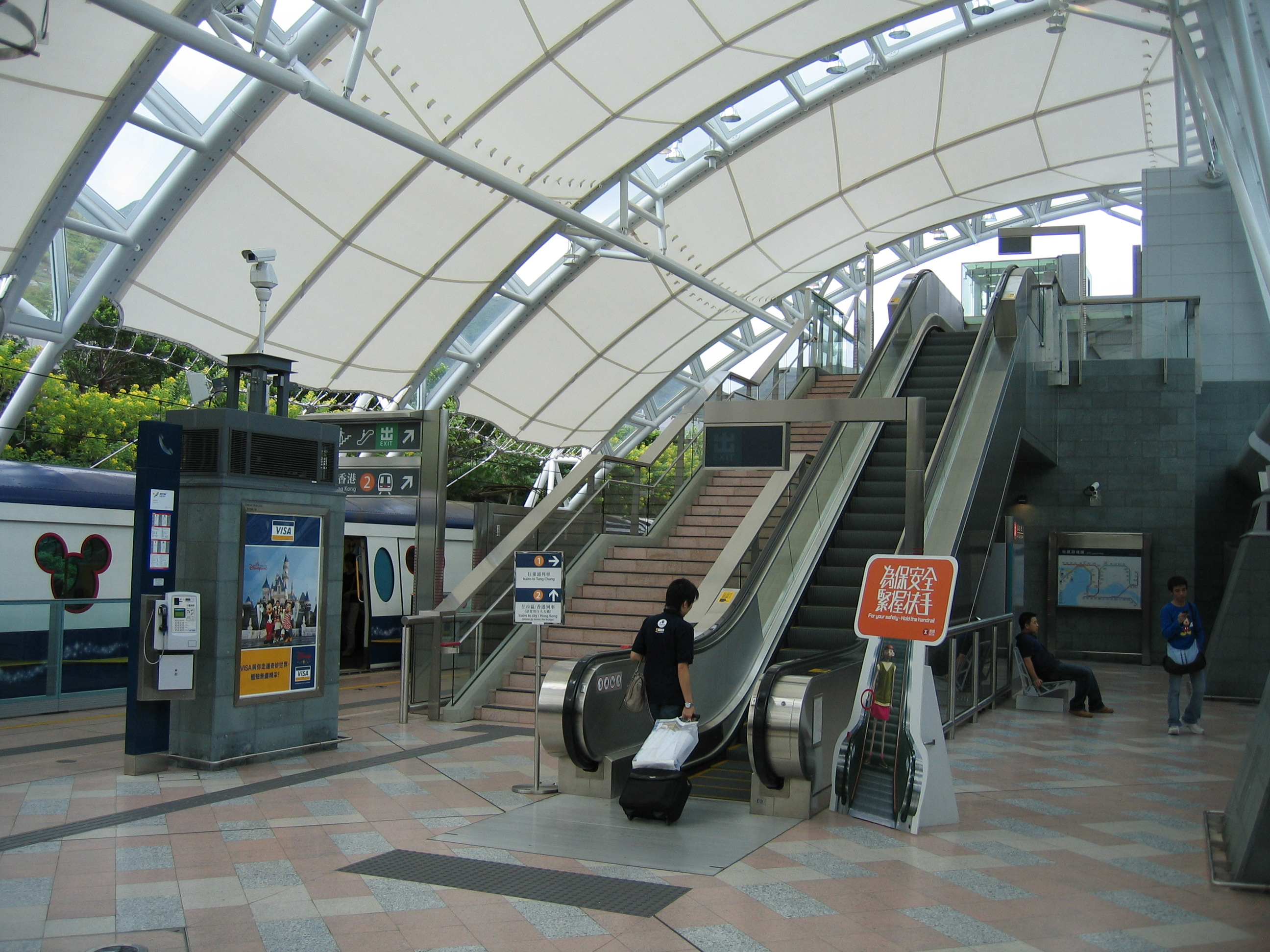
Station Sunny Bay binnen
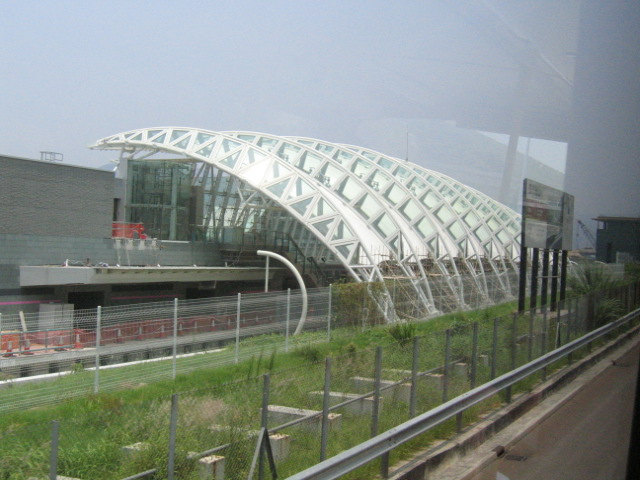
Station Sunny Bay buiten
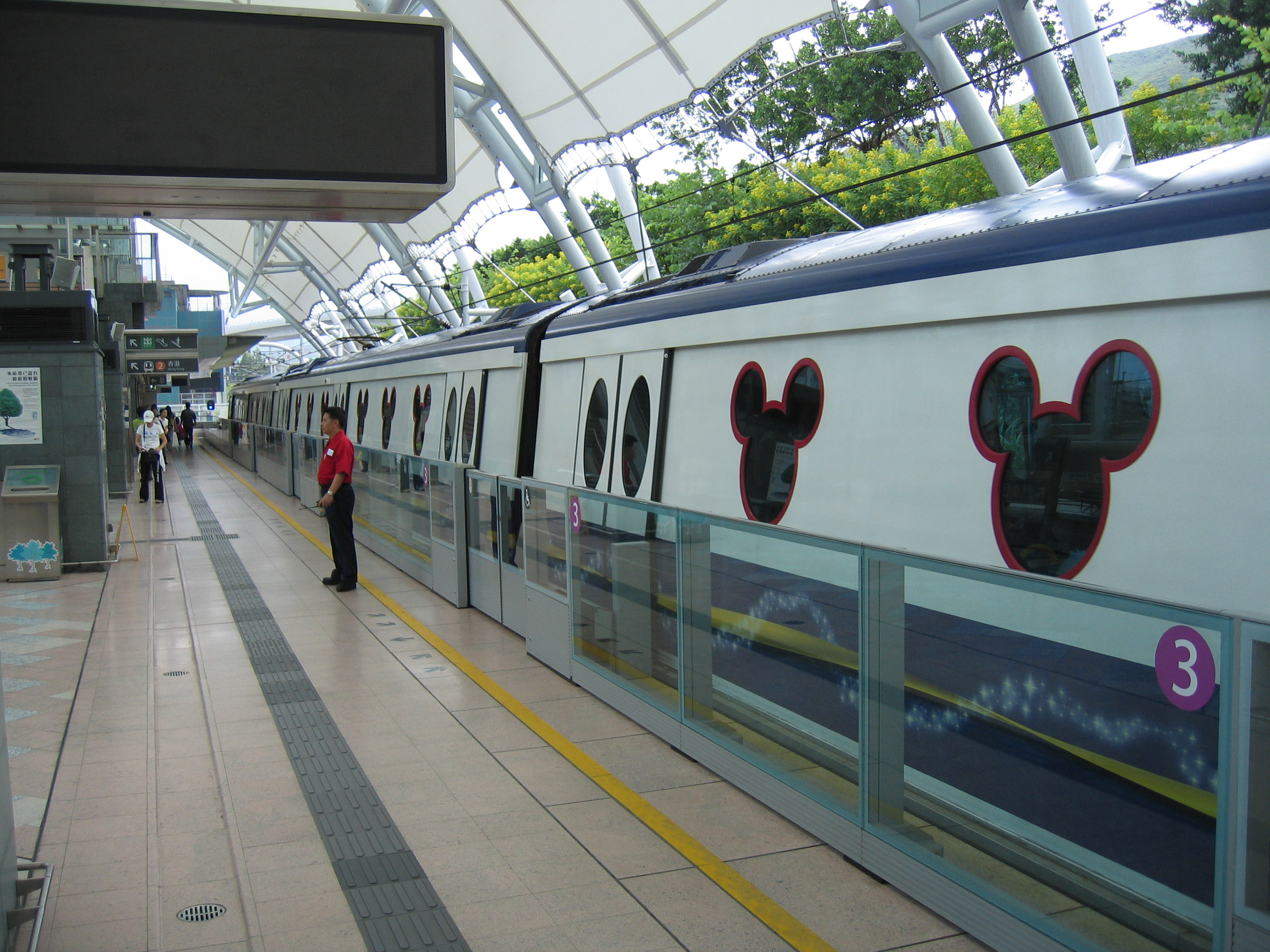
Station Sunny Bay binnen met trein

## Impressies Station Disneyland Resort

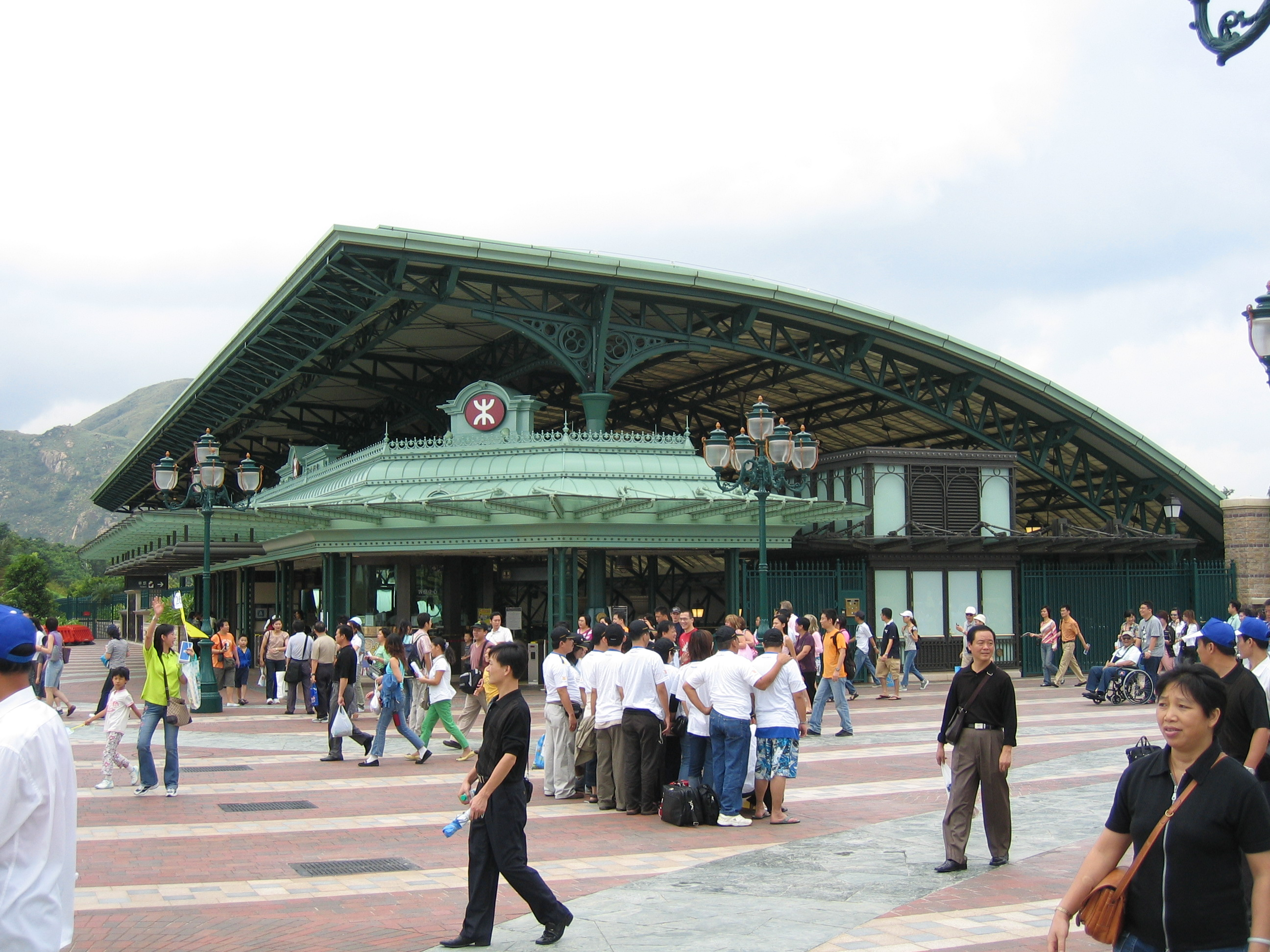
Station Disneyland Hongkong
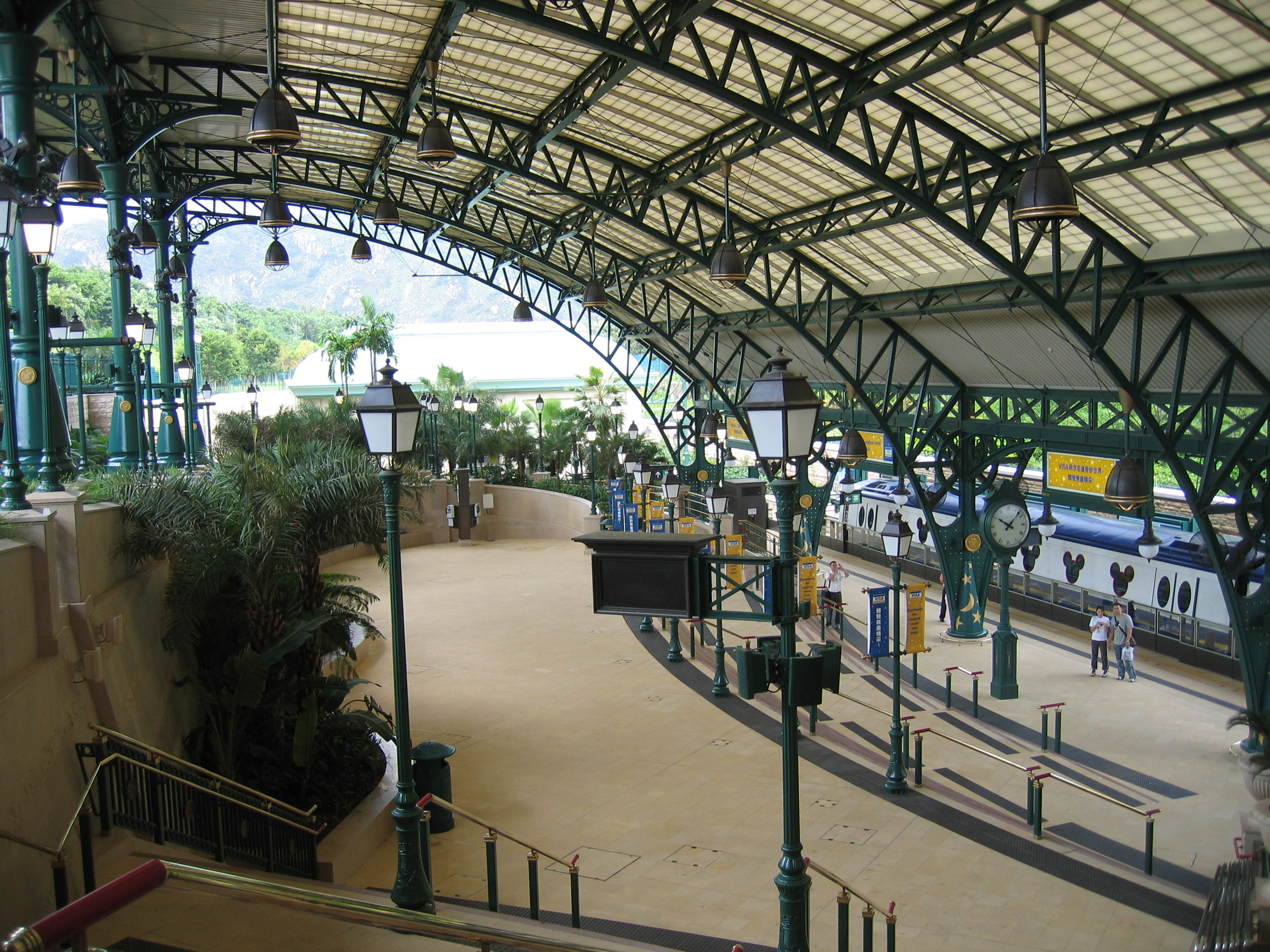
Station Disneyland Hongkong binnen
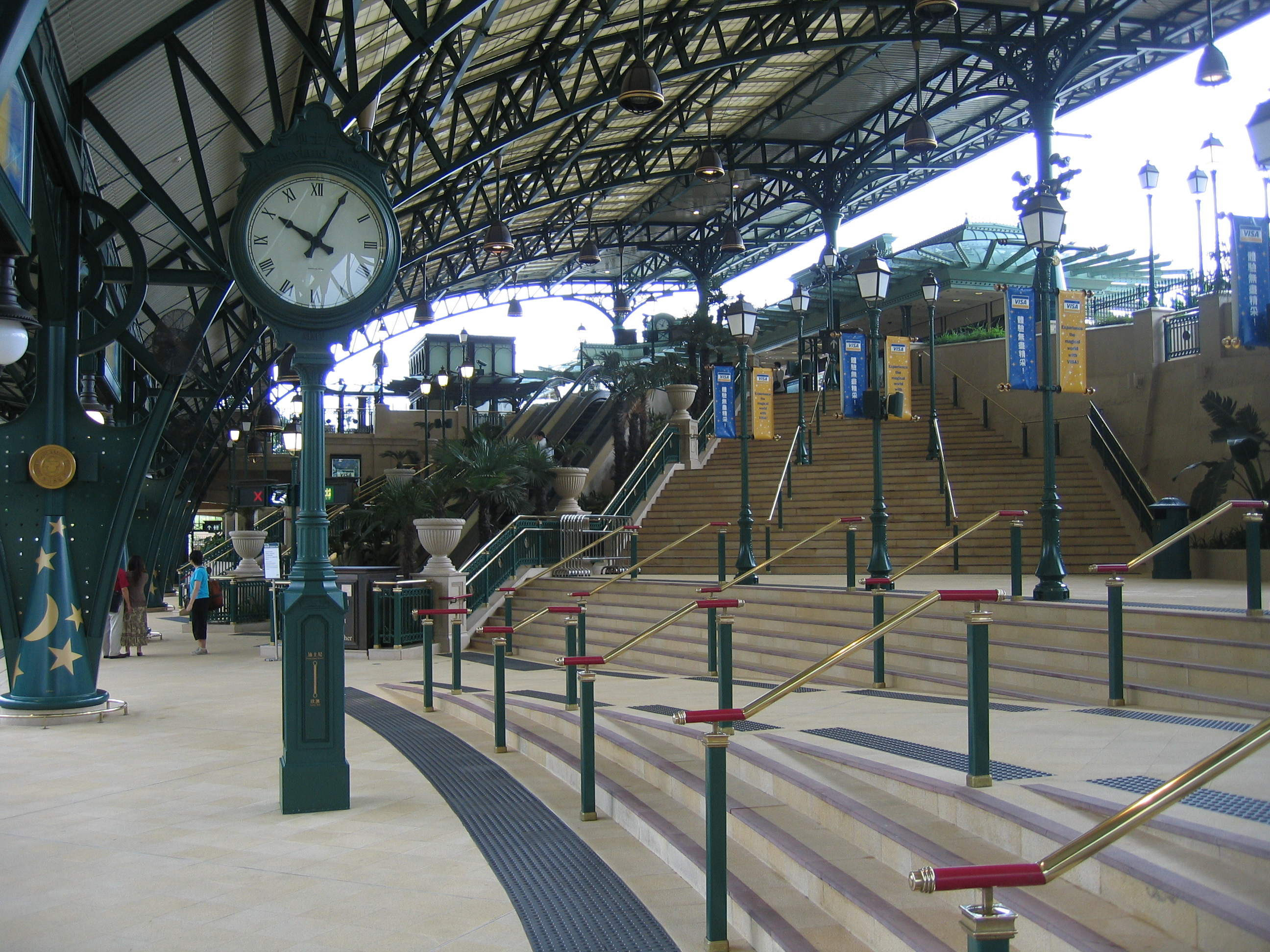
Station Disneyland Hongkong binnen